# ネルソン (ブリティッシュコロンビア州)

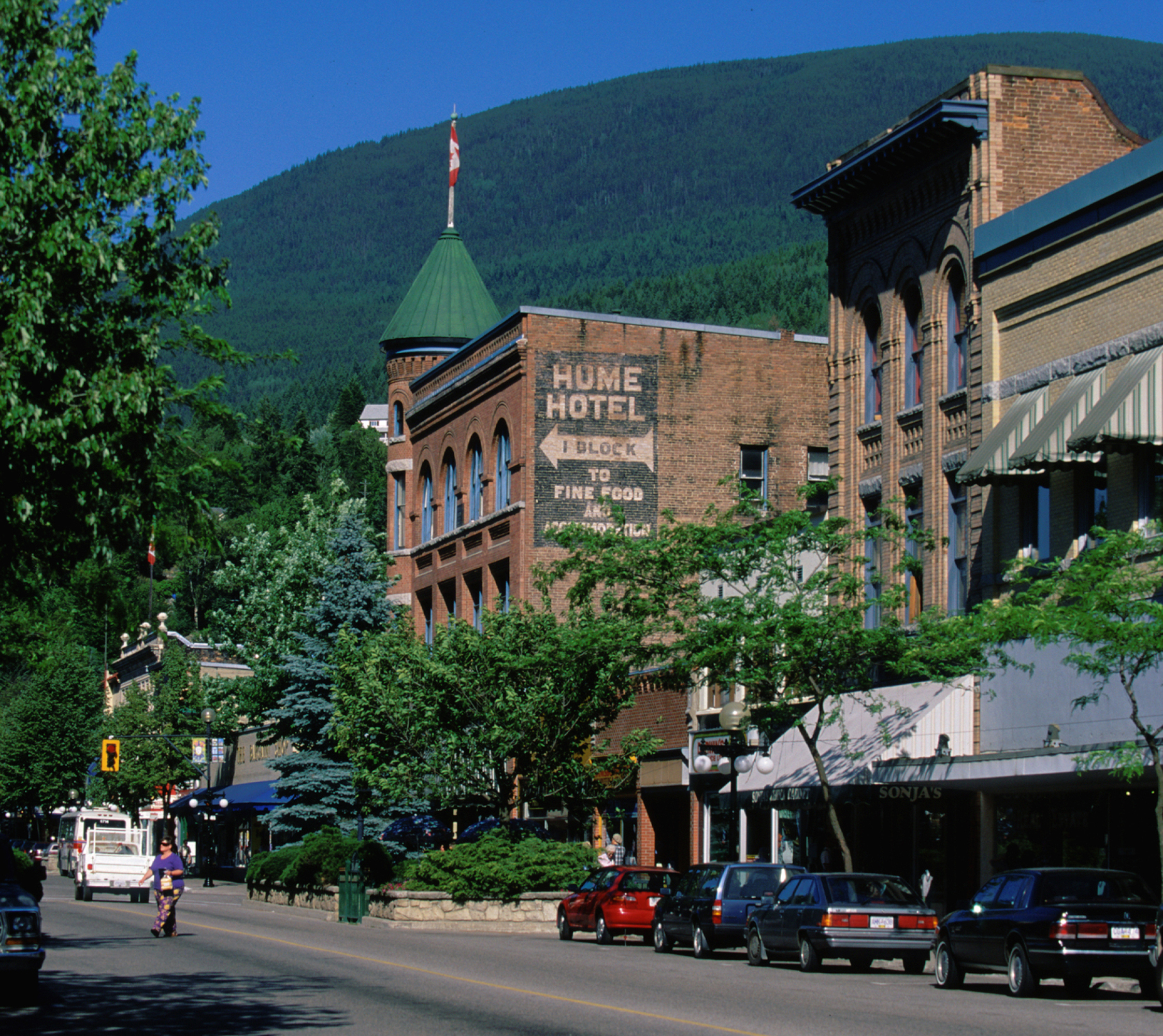
ダウンタウン

ネルソン（英：Nelson）はカナダのブリティッシュコロンビア州にある都市。人口は1万664人（2016年）。
ブリティッシュコロンビア南東部のセントラル・クートニー地域の南東部に位置し、19世紀末に鉱山の街として栄え、現在は地域の中心地となっている。
市街地には当時から残る歴史的な建物が並び、「Queen City」の異名を持つ。
現在は、演劇や美術、映画、音楽など多彩な芸術の街としても知られ、古くからある劇場でさまざまな催し物が行われたり、フィルム・フェスティバルが開かれたりしている。
バンクーバーに移住していた日系カナダ人が第二次世界大戦において強制移住・収容されたニューデンバー（New Denver）が北方に存在し、周辺地域には現在も何人かの日系カナダ人が住んでいる。
静岡県伊豆市とは旧修善寺町からの姉妹都市提携が結ばれており、テーマパーク虹の郷にあるカナダ村は、ネルソンを模して造られた。